# Gnathotrichus
Gnathotrichus är ett släkte av skalbaggar som beskrevs av Eichhoff 1868. Gnathotrichus ingår i familjen vivlar.

## Dottertaxa tillGnathotrichus, i alfabetisk ordning[1][2]
- Gnathotrichus aciculatus
- Gnathotrichus alni
- Gnathotrichus alniphagus
- Gnathotrichus barbifer
- Gnathotrichus bituberculatus
- Gnathotrichus castaneus
- Gnathotrichus consentaneus
- Gnathotrichus consobrinus
- Gnathotrichus corthyliformis
- Gnathotrichus corthyloides
- Gnathotrichus deleoni
- Gnathotrichus dentatus
- Gnathotrichus denticulatus
- Gnathotrichus fimbriatus
- Gnathotrichus fossor
- Gnathotrichus frontalis
- Gnathotrichus herbertfranzi
- Gnathotrichus imitans
- Gnathotrichus impressus
- Gnathotrichus longicollis
- Gnathotrichus longipennis
- Gnathotrichus longiusculus
- Gnathotrichus materiarius
- Gnathotrichus nanulus
- Gnathotrichus nanus
- Gnathotrichus nimifrons
- Gnathotrichus nitidifrons
- Gnathotrichus obnixus
- Gnathotrichus obscurus
- Gnathotrichus occidentalis
- Gnathotrichus omissus
- Gnathotrichus perniciosus
- Gnathotrichus pilosus
- Gnathotrichus primus
- Gnathotrichus quadrituberculatus
- Gnathotrichus retusus
- Gnathotrichus saltoni
- Gnathotrichus sericeus
- Gnathotrichus sextuberculatus
- Gnathotrichus sulcatus
- Gnathotrichus vafer